# 1. FC Gera 03

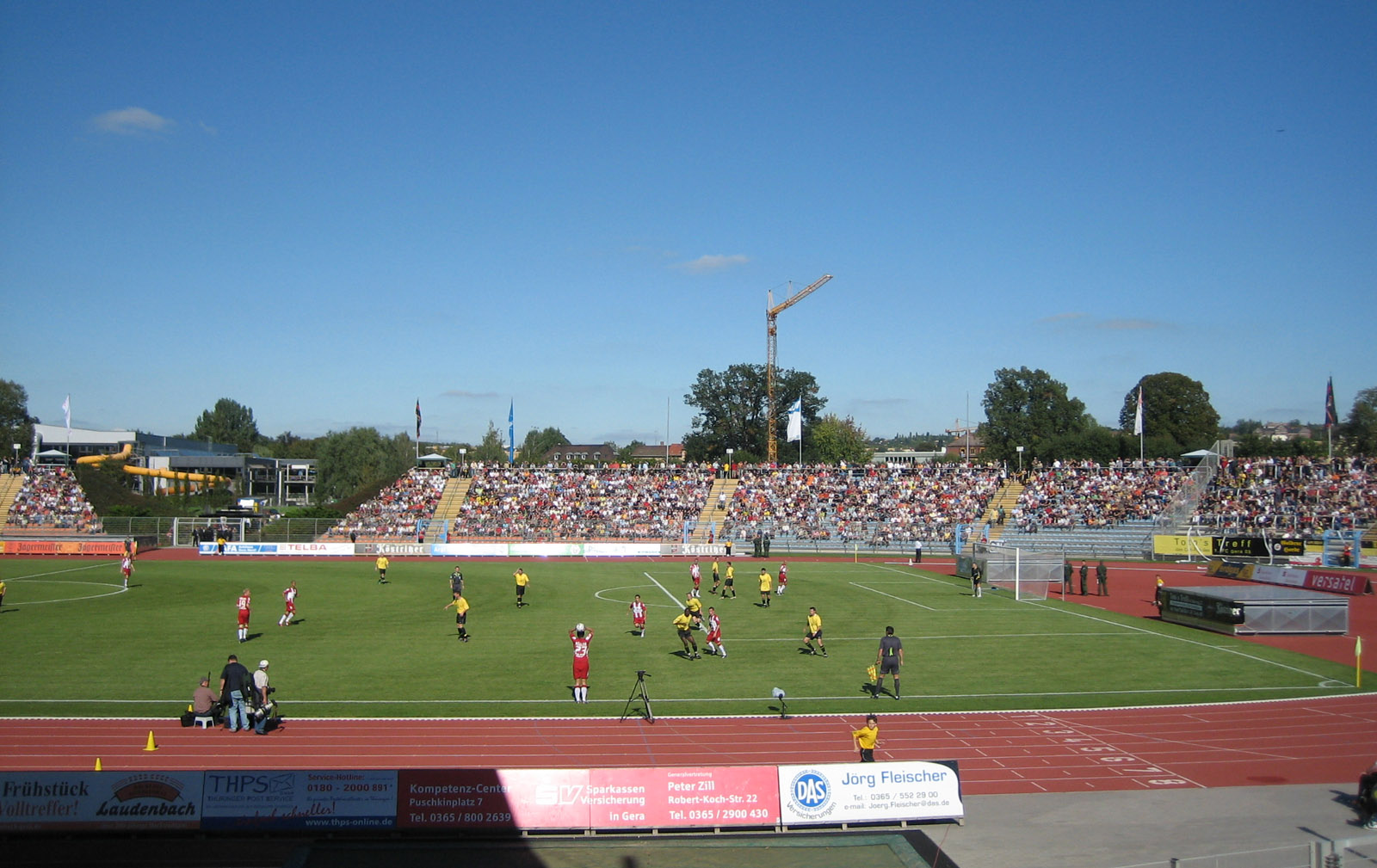
1. FC Gera 03 (geel) tegen 1. FC Kaiserslautern in het stadion der Freundschaft (2006)

1. FC Gera 03 was een Duitse voetbalvereniging uit de stad Gera in Thüringen. De vereniging ontstond in 2003 na een fusie tussen TSV 1880 Gera-Zwötzen en SV 1861 Liebschwitz.
In 2003 bewerkstelligde TSV 1880 Gera-Zwötzen promotie naar de Thüringenliga. In datzelfde jaar moest de tot dan sterkste vereniging in de stad, 1. SV Gera, als gevolg van een faillissement gedwongen naar de Bezirksliga (het 7e niveau) afzakken. TSV 1880 Gera-Zwötzen werd daarmee de toonaangevende vereniging in de stad, als gevolg waarvan besloten werd voor de start van het nieuwe seizoen 1. FC Gera 03 op te richten.
In het seizoen 2006/2007 is de club kampioen geworden in de Landesliga Thüringen en heeft daardoor promotie afgedwongen naar de Oberliga NOFV-Süd, het vierde niveau in Duitsland. Na één seizoen werd de Oberliga nog maar het vijfde niveau, door de invoering van de 3. Bundesliga. In 2010 degradeerde de club, maar kon na één seizoen terugkeren. Door zware financiële problemen moest de club zich op 31 januari 2012 zich terugtrekken uit de Oberliga.
In 2012 werd de club opgeheven.